# Khin Myat
Khin Myat (tiếng Miến Điện: ခင်မြတ်, phát âm [kʰɪ̀ɴ mjaʔ]) là một hậu cung, bắc cung hoàng hậu của Vua Tabinshwehti của nhà Toungoo. Cha bà Shin Nita là vua xứ Prome, và một trong số những người nuôi lớn Tabinshwehti. Năm 1530, bà và Khin Hpone Soe trở thành hoàng hậu của Tabinshwehti.

## Thư tịch học
- Royal Historical Commission of Burma (1832). Hmannan Yazawin (bằng tiếng Miến Điện). Quyển 1–3 (ấn bản thứ 2003). Yangon: Ministry of Information, Myanmar.
- Sein Lwin Lay, Kahtika U (1968). Min Taya Shwe Hti and Bayinnaung: Ketumadi Taungoo Yazawin (bằng tiếng Miến Điện) (ấn bản thứ 2). Yangon: Yan Aung Sarpay.